# Swellendam
Swellendam ist eine Stadt im Distrikt Overberg, Provinz Westkap in Südafrika.

## Geographie
Swellendam liegt rund 230 Kilometer östlich von Kapstadt sowie etwa 220 Kilometer westlich von George an der Nationalstraße N2 und der Bahnstrecke Worcester–Voorbaai. Die Stadt breitet sich in etwa 120 Meter Höhe an den leicht gewellten südlichen Hängen der Langeberg Mountains aus. Die Küste des Indischen Ozeans ist etwa 50 Kilometer entfernt.
2011 hatte die Stadt 17.537 Einwohner.
Westlich der Stadt fließt der Breede River vorbei, der südöstlich von Swellendam bei Witsand in den Indischen Ozean mündet. In der Nähe liegen die Städte Ashton, Barrydale, Montagu und Robertson.

## Geschichte

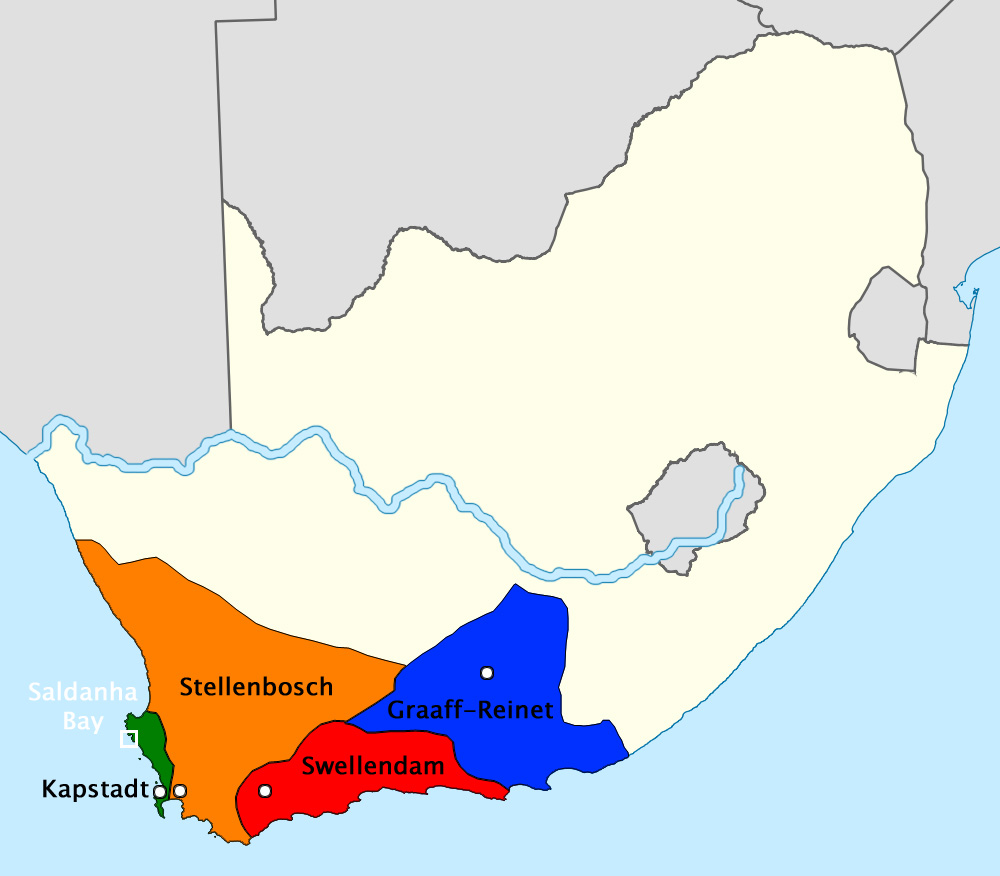
Niederländische Kapkolonie mit den batavischen Tochterrepubliken Graaff-Reinet (blau) und Swellendam (rot) am Vorabend der britischen Okkupation 1795

Swellendam wurde im Jahre 1743 als Bezirk und 1746 als Stadt und Außenposten der Niederländischen Ostindien-Gesellschaft gegründet und ist damit nach Kapstadt und Stellenbosch die drittälteste Stadt Südafrikas – nach anderen Angaben die fünftälteste Stadt. Ihre Namensgebung erfolgte im Oktober 1747 nach dem Gouverneur Hendrik Swellengrebel und seiner Frau Helena, geborene ten Damme.
Swellendam diente ab 1745 als administratives Zentrum des dritten, neu gegründeten Verwaltungsbezirks in der Kapkolonie, der nach dieser Stadt benannt wurde. Seit etwa 1800 begann hier der Anbau von Zitrusfrüchten, der nur durch Bewässerungsfeldbau wegen der niederschlagsarmen Sommerperiode zu bewerkstelligen ist.
Im Jahre 1795 waren die Einwohner so erbost über die Niederländische Ostindien-Gesellschaft, dass sie den Landdrost, den von der Kapregierung eingesetzten Distriktbeamten, absetzten und die Republik Swellendam unter ihrem Anführer Hermanus Steyn ausriefen. Diese Burenrepublik bestand aber nur drei Monate (von Juni bis September 1795), bis die Briten das Gebiet im Namen des niederländischen Erbstatthalters Wilhelm V. besetzten.
1865 wurde die Stadt von einem Brand heimgesucht. Trotzdem sind zahlreiche ältere Gebäude erhalten.

## Sehenswürdigkeiten
Aus der Gründungszeit Swellendams, dem Jahr 1747, stammt das im Jahre 1844 erweiterte und veränderte Drostdy-Gebäude im kapholländischen Stil. Hier residierte der Landdrost. Das Gebäude bildet heute den Kern eines kleinen Museumskomplexes, zu dem auch das alte Gefängnis gehört.
Im Zentrum befindet sich eine Kirche, die zur Niederländisch-reformierten Kirche Südafrikas gehört. Die hölzerne Turmspitze war 2008 so verwittert, dass sie ausgewechselt werden musste. Bei dem Versuch, sie mit Hilfe von Seilen und einem Hubschrauber zu entfernen, stürzte sie auf das Kirchendach.
Sieben Kilometer südlich der Stadt befindet sich der Eingang zum Bontebok-Nationalpark, der außer etwa 200 Buntböcke auch Antilopen und Springböcke sowie rund 20 Bergzebras beherbergt. Der Nationalpark kann im eigenen Pkw erkundet werden. Direkt oberhalb der Stadt liegt das Marloth-Naturschutzgebiet.

## Tourismus
Swellendam bietet eine gute touristische Infrastruktur mit zahlreichen Quartiermöglichkeiten (vornehmlich Bed & Breakfast-Betriebe, zum Teil in kapholländischen Häusern) sowie Restaurants. Am Stadtrand gibt es einen 9-Loch-Golfplatz.

## Söhne und Töchter der Stadt
- Petrus Lafras (Piet) Uys (1797–1838), Voortrekker-Anführer
- Francis William Reitz (1844–1934), Journalist und fünfter Präsident des Oranje-Freistaats von 1889 bis 1895
- Jimmy Sinclair (1876–1913), Cricketspieler
- Arnold van Zyl (* 1959), Hochschullehrer, Rektor und Hochschulpräsident in Deutschland